# 休斯顿 (特拉华州)
休斯顿（英語：Houston），是美国特拉华州肯特县（Kent）下属的一座城镇，面积为0.99平方公里，均为陆地。2011年的数据显示该地有人口379人。论人口在本州排行第41。